# Edward Wright
Edward Wright (bautizado el 8 de octubre de 1561-noviembre de 1615) fue un matemático inglés y cartógrafo, famoso por su libro Certaine Errors in Navigation [Ciertos errores en la navegación] (1599, segunda edición en 1610), que, por primera vez, explicó la fundamentación matemática de la proyección Mercator e inició una tabla de referencia con la escala lineal de la multiplicación de los factores como función de la latitud, calculada para cada minuto de un arco hasta la latitud de 75°. Esta fue una tabla de valores de la integral de la función secante y fue un paso esencial que se necesitaba para que las cartas de navegación Mercator fueran viables. 
Wright nació en Garvestone y se educó en el Gonville and Caius College (Cambridge), donde fue un académico desde 1587 a 1596. En 1589 la universidad le dio la libertad de marcharse luego de que la reina Isabel I solicitó que hiciera estudios de navegación con una expedición exploradora, organizada por el conde de Cumberland, George Clifford, para capturar galeones españoles en las islas Azores. La ruta de la expedición fue objeto del primer mapa hecho según la proyección de Wright, publicada en Certaine Errors en 1599. Ese mismo año, el matemático creó y publicó el primer mapamundi hecho en Inglaterra y el primero en usar la proyección Mercator, desde el mapa original de 1569, del mismo Gerardus Mercator.
No mucho después de 1600 Wright fue designado como agrimensor en el proyecto de New River, que exitosamente dirigió el curso de un nuevo canal artificial desde Ware (Hertfordshire) hasta Islington (Londres). En esa época, Wright también enseñaba Matemática para comerciantes marítimos; desde 1608 a 1609 fue el tutor de dicha materia del heredero natural de Jacobo I, Enrique Estuardo, hasta su temprana muerte a los 18 años en 1612. Un habilidoso creador de instrumentos matemáticos, Wright fabricó modelos de astrolabios y pantógrafos e incluso una esfera armilar para el príncipe Enrique. En la edición de 1610 de Certaine Errors, describió inventos como «el anillo de mar» [sea-ring], que permitiría a los navegantes determinar la declinación magnética de la brújula, la altura del sol y la hora del día en cualquier lugar si se conocía la latitud, así como un dispositivo para hallar esta última cuando no se podía encontrar el meridiano con la guía de la altura de la estrella polar.
Además de varios libros y folletos, Wright tradujo la obra pionera de John Napier, que introdujo la idea de los logaritmos, desde el latín al inglés. Se publicó después del fallecimiento de Wright bajo el título  A Description of the Admirable Table of Logarithmes [Una descripción de la admirable tabla de los logaritmos] (1616). La obra de Wright influyó, entre otros, al astrónomo y matemático holandés Willebrord Snellius, al geómetra y astrónomo Adriaan Metius, y al matemático inglés Richard Norwood, quien calculó la longitud de un grado en el gran círculo de la Tierra usando un método que había propuesto Wright.